# Väinö Tiihonen
Väinö Petter Tiihonen (* 28. November 1912 in Helsinki; † 27. Juli 1957 in Kuopio) war ein finnischer Skispringer.

## Werdegang
Tilhonen gab sein internationales Debüt bei den Lahti Ski Games 1931, bei denen er von der Salpausselkä-Schanze den zweiten Rang hinter Sven Selånger belegte. Zwei Jahre später erzielte er als Fünfter erneut ein starkes Resultat. Bei den nordischen Skiweltmeisterschaften 1934 in Sollefteå erreichte er mit Sprüngen auf 45 und 53 Metern den 27. Platz.
Zwei Jahre später bei den Olympischen Winterspielen 1936 in Garmisch-Partenkirchen belegte er nach Sprüngen auf 71,5 und 70 Metern den neunten Rang von der Normalschanze. Bei der Nordischen Skiweltmeisterschaft 1938 in seiner Wahlheimat Lahti startete er als Mitglied einer großen finnischen Startergruppe. Im Einzelspringen landete er mit Sprüngen auf 61,5 und 63,5 Metern ebenfalls auf Rang neun.